# Mario Serpa Cuesto
Mario Serpa Cuesto (Bucaramanga,15 de junio de 1913-Bogotá, 9 de abril de 1948) fue un militar colombiano. Mayor del Ejército Nacional de Colombia.

## Biografía
Hijo del político liberal Ricardo Serpa Novoa y de Josefina Cuesto Rubiano. Casado con Laura Erazo Martínez.
Murió durante el Bogotazo, dirigiendo desde la Escuela de Motorización (hoy Grupo de Caballería Mecanizado Rincón Quiñones), tres tanques de guerra y seis carros blindados. Llegando a la Plaza de Bolívar recibió disparos cuando se dirigía un tanque de guerra a defender el Palacio de Nariño.

## Reconocimientos
Galardonado por la embajada de Chile en Bogotá como equitador.

## Homenajes
Decreto N° 1242 del 11 de abril de 1948.
Batallón Plan Especial Energético Vial no. 8 Capitán Mario Serpa Cuesto.